# Baardspecht
De baardspecht (Chloropicus namaquus, synoniemen:Dendropicos namaquus en Thripias namaquus) is een vogel uit de familie Picidae (spechten).

## Verspreiding en leefgebied
Deze soort komt voor in het oostelijk en zuidelijke deel van Centraal-en zuidoostelijk Afrika en telt 3 ondersoorten:
- C. n. schoensis: Ethiopië, Somalië en noordelijk Kenia.
- C. n. namaquus: van de Centraal-Afrikaanse Republiek tot zuidelijk Soedan, Kenia, Tanzania, noordelijk Zuid-Afrika en noordelijk Namibië.
- C. n. coalescens: zuidelijk Mozambique en oostelijk Zuid-Afrika.